# Mokrance
Mokrance (v minulosti Makrance, maďarsky Makranc) jsou obec na Slovensku v okrese Košice-okolí. Nadmořská výška obce je 212 metrů a rozloha katastrálního území činí 23,41 km². V obci žije přibližně 1 600 obyvatel.
Obec se nachází 27 km jihozápadně od Košic v západní části Košické kotliny nedaleko města Moldava nad Bodvou. 

## Historie
První písemná zmínka o obci pochází z roku 1317. Do roku 1918 bylo území obce součástí Uherska. V důsledku první vídeňské arbitráže bylo v letech 1938 až 1945 součástí Maďarska

## Památky
- Římskokatolický kostel sv. Štěpána, jednolodní neogotická stavba z let 1906–1907. Stojí na místě starší stavby. Stavba byla poškozena během druhé světové války. Interiér je zaklenut křížovou klenbou.[3]

## Rodáci
- Matej Rákoš (1922–2011), fyzik, univerzitní profesor
- Pavel Safko (1923–2006), pedagog, trenér atletiky, rozhodčí a sportovní funkcionář.